# Agromet-Pionier
Agromet-Pionier – polski producent maszyn rolniczych z siedzibą w Strzelcach Opolskich działający w latach 1870–1997. W ramach Rady Wzajemnej Pomocy Gospodarczej krajów obozu socjalistycznego fabryka specjalizowała się w produkcji maszyn do zbioru ziemniaków.

## Historia
Ludwik Prankel w 1868 roku zakupił ziemię pod fabrykę na obrzeżach miasta. W 1869 rozpoczęto budowę odlewni. W 1870 bracia Ludwik i Rudolf Prankel ukończyli budowę fabryki, w 1872 roku zarejestrowali firmę pod nazwą: „Gebrüder Prankel Groβ Strehlitz” (pol. Bracia Prankel Strzelce Wielkie). W roku 1882 zostaje wybudowany tartak parowy.
W roku 1945 właściciele wyjechali do Niemiec. Wyposażenia fabryki wywieziono jako zdobyczy wojenną do ZSRR. Nastąpiła nacjonalizacja fabryki. Od 17 kwietnia do 20 maja 1945 Pełnomocnik dla Spraw Przemysłowych inż. Stanisław Richter przejmował fabrykę z rąk radzieckich. Fabrykę upaństwowiono na podstawie art. 2 ustawy z dnia 3 stycznia 1946 roku, i 18 stycznia 1946 roku została przejęta przez Łódzkie Zjednoczenie Maszyn Rolniczych. W roku 1946 powstała Fabryka Maszyn Rolniczych Pionier. 15 września 1948 roku na podstawie zarządzenia ministra przemysłu i handlu – powołano przedsiębiorstwo państwowe Fabryka Sprzętu Rolniczego „Pionier”. W 1955 dokonano przekazania produkcji sieczkarni BW-2 przez Fabrykę „Pionier” w Strzelcach Opolskich do Lubelskiej Fabryki Maszyn Rolniczych.
17 lutego 1973 została podpisana umowa licencyjno-kooperacyjna na produkcję kombajnów do zbioru ziemniaków pomiędzy dyrektorem Przedsiębiorstwa Handlu Zagranicznego „Agromet-Motoimport” mgr Jerzym Typrowiczem a właścicielem zachodnioniemieckiej firmy Niewöhner KG z siedzibą w Gütersloh Bruno Niewöhner.
Zarządzeniem Ministra Przemysłu Maszynowego Nr 4/Org/73 z dnia 7 marca 1973 przez połączenie Fabryki Sprzętu Rolniczego „Pionier” w Strzelcach Opolskich, Fabryki Siewników „Brzeg” w Brzegu oraz poprzez przejęcie Brzeskiej Fabryki Obrabiarek w Brzegu i utworzenie Samodzielnego Oddziału Inwestycyjnego powołano przedsiębiorstwo państwowe typu kombinat przemysłowy pod nazwą Fabryka Maszyn Rolniczych „Agromet”. Rolę zakładu wiodącego w kombinacie pełnił Zakład Maszyn do Zbioru Ziemniaków w Strzelcach Opolskich. Zarządzeniem Nr 35/Org/76 Ministra Przemysłu Maszynowego z dnia 18 marca 1976 roku dotychczasowy Zakład Maszyn do Zbioru Ziemniaków w Strzelcach Opolskich przekształcono w przedsiębiorstwo państwowe pod nazwą „Agromet” Fabryka Maszyn Rolniczych w Strzelcach Opolskich.
Dnia 29 października 1991 roku uchwałą zebrania delegatów została zmieniona nazwa przedsiębiorstwa na Fabryka Maszyn i Urządzeń „Agromet-Pionier” w Strzelcach Opolskich, jego statut i statut samorządu załogi.
19 października 1999 została ogłoszona upadłość.
W 2001 roku KFMR Krukowiak nabył od Syndyka „Agrometu w Upadłości” w Strzelcach Opolskich pozostałą produkcję w toku, maszyny, urządzenia, obrabiarki, wyposażenie i tym podobne oraz halę nr 56. W 2003 roku Fabryka Maszyn i Urządzeń „Agromet – Pionier” w Strzelcach Opolskich została wykreślona z rejestru przedsiębiorstw państwowych w związku z ukończeniem postępowania upadłościowego.

## Produkty
- kombajny ziemniaczane: „Anna” Z-644 (na licencji firmy Niewöhner-Wühlmaus), „Bolko” Z-643, „Karlik” Z-642
- kopaczka jednorzędowa Z-649
- kopaczki przenośnikowe dwurzędowe Z-625 i Z-628
- kopaczki ciągnikowo-elewatorowe do ziemniaków KCE-2 „Śląsk” na licencji radzieckiej[10], Z-609 (wcześniej KEP-2 Silesia)
- sadzarka do rozsad S-221
- sadzarka do ziemniaków: S-222 (na licencji firmy Gruse)[11]
- sadzarka do ziemniaków dwurzędowa S-226
- sortownik do ziemniaków M-622
- rozdrabniacz łęcin Z-319
- 2-rzędowy rozdrabniacz bijakowy do łęcin Z-366[12]
- kopaczka do cebuli Z-427
- obsypnik ciągnikowy zawieszany czterorzędowy P-457